# Chieko Asakawa
Chieko Asakawa (浅川 智恵子?, Asakawa Chieko; 1958) è un'informatica giapponese non vedente.
È nota per il suo lavoro all'IBM Research di Tokyo nel campo dell'accessibilità. Un plugin per il browser Netscape che ha creato, l'IBM Home Page Reader, è diventato il sistema web-to-speech disponibile più usato. Ha ricevuto numerosi premi industriali e governativi.

## Biografia
Quando è nata poteva vedere, ma il suo nervo ottico ha subito lesioni in un incidente occorso mentre nuotava ad 11 anni portandola alla cecità a 14 anni. Ha ottenuto un bachelor's degree in letteratura inglese alla Otemon Gakuin University ad Osaka nel 1982 e ha frequentato per due anni un corso di programmazione per non vedenti utilizzando un dispositivo Optacon per tradurre i caratteri scritti in sensazioni tattili. È entrata a far parte dell'IBM Research con un posto temporaneo nel 1984 ed è diventata una ricercatrice permanente l'anno dopo. Nel 2004 ha ottenuto un dottorato di ricerca in ingegneria all'Università di Tokyo.
I suoi progetti includono un sistema di videoscrittura ed una biblioteca digitale per documenti in Braille, un plugin per Netscape che converte il testo in audio e fornisce un sistema di navigazione web più funzionale per i non vedenti e consente ai web designer vedenti di vivere il web come dei non vedenti. Il suo plugin divenne un prodotto IBM nel 1997, l'IBM Home Page Reader ed in cinque anni è divenuto il sistema per la sintesi vocale disponibile più usato.
Successivamente ha studiato il controllo accessibile dei contenuti multimediali, tecnologici e sociali in modo che gli anziani possano lavorare più anni prima di andare in pensione e facendo sì che lo sviluppo delle tecnologie possa rendere il mondo fisico più accessibile ai non vedenti.

## Premi ed onorificenze
Asakawa è stata aggiunta alla Women in Technology International Hall of Fame nel 2003. Nel 2009 è diventata un'IBM Fellow, la maggior onorificenza possibile per i dipendenti IBM, diventando il quinto giapponese e la prima donna giapponese ad ottenere questo titolo. Nel 2011 l'Anita Borg Institute for Women and Technology le ha conferito il Women of Vision Award. Ha partecipato come relatrice alla Quarta conferenza internazionale sullo sviluppo di software per aumentare l'accessibilità e combattere l'esclusione dall'informazione (DSAI 2012). Nel 2013 il governo giapponese le ha conferito la medaglia d'onore con nastro viola. Una pubblicazione scientifica realizzata nel 1998 insieme a Takashi Itoh che descrive il loro lavoro sulle interfacce web per i non vedenti ha vinto nel 2013 l'lACM SIGACCESS Impact Award. Nel 2017 è stata nominata membro estero della National Academy of Engineering statunitense.